# طبقه مکانیکی
طبقه مکانیکی، طبقه تأسیسات یک یا چند طبقه از یک برج است که به تجهیزات مکانیکی و الکترونیکی اختصاص داده می‌شود. در مورد آن بیشتر اصطلاح مکانیکی مورد استفاده قرار می‌گیرد، اما کلماتی چون ابزار، فنی، سرویس، و دستگاه نیز در مورد آن به کار می‌رود. آن‌ها در تمام ساختمان‌های بلند از جمله بلندترین آسمان خراش‌های جهان در نظر گرفته شده‌اند، البته از لحاظ ساختاری، مکانیکی و زیبایی‌شناسی نگرانی و اهمیت چشمگیری حس می‌شود.
در حالی که اکثر ساختمان‌ها معمولاً در زیرزمین اتاق‌های مکانیکی دارند، به دلایل مختلفی که توضیح داده خواهد شد ساختمان‌های بلند برای این منظور به طبقه‌های اختصاصی در سراسر ساختار نیاز دارند. از آنجا که این‌گونه طبقات از ناحیهٔ طبقهٔ با ارزشی استفاده می‌کننددرست مثل شفت آسانسور، مهندسان سعی می‌کنند تعداد طبقات مکانیکی را به حداقل برسانند، در حالی که اجازه می‌دهند افزونگی کافی در خدمات فراهم شود. به عنوان یک قاعده کلی، آسمان خراش‌ها برای هر ۱۰ طبقه مستأجر ۱۰٪ نیاز به یک طبقه مکانیکی دارند، اگر چه این درصد به‌طور گسترده‌ای می‌تواند متفاوت باشد. برخی از ساختمان‌ها به گروه‌هایی تقسیم می‌شوند و آن گروه‌ها نیز به بلوک‌هایی تقسیم می‌شوند، در بعضی ساختمان‌های دیگر، سراسر آن‌ها به قسمت‌های مساوی تقسیم شده‌اند، در حالی که در بعضی دیگر هنوز هم عمدتاً در بالای ساختمان متمرکز شده‌اند.
به‌طور کلی در ساختمان‌ها طبقه‌های مکانیکی در شمارش شماره‌های طبقه می‌آیند کدهای برخی ساختمان‌ها این کار را الزامی می‌دانند. اما خدمات تنها با آسانسور قابل دسترسی‌اند. در برخی از قانون‌ها، آن‌ها را از محاسبات حداکثر مساحت طبقه‌ها جدا ساخته‌اند، که منجر به افزایش قابل توجهی در اندازهٔ ساختمان می‌شود؛ این قضیه در مورد شهر نیویورک. برقرار است گاهی در طبقهٔ سیزدهم را به طبقهٔ مکانیکی اختصاص می‌دهند تا بخاطر عقاید خرافی بعضی افراد در اجارهٔ آن طبقه به مشکلی برنخورند.

## نگرانی‌های سازه‌ای

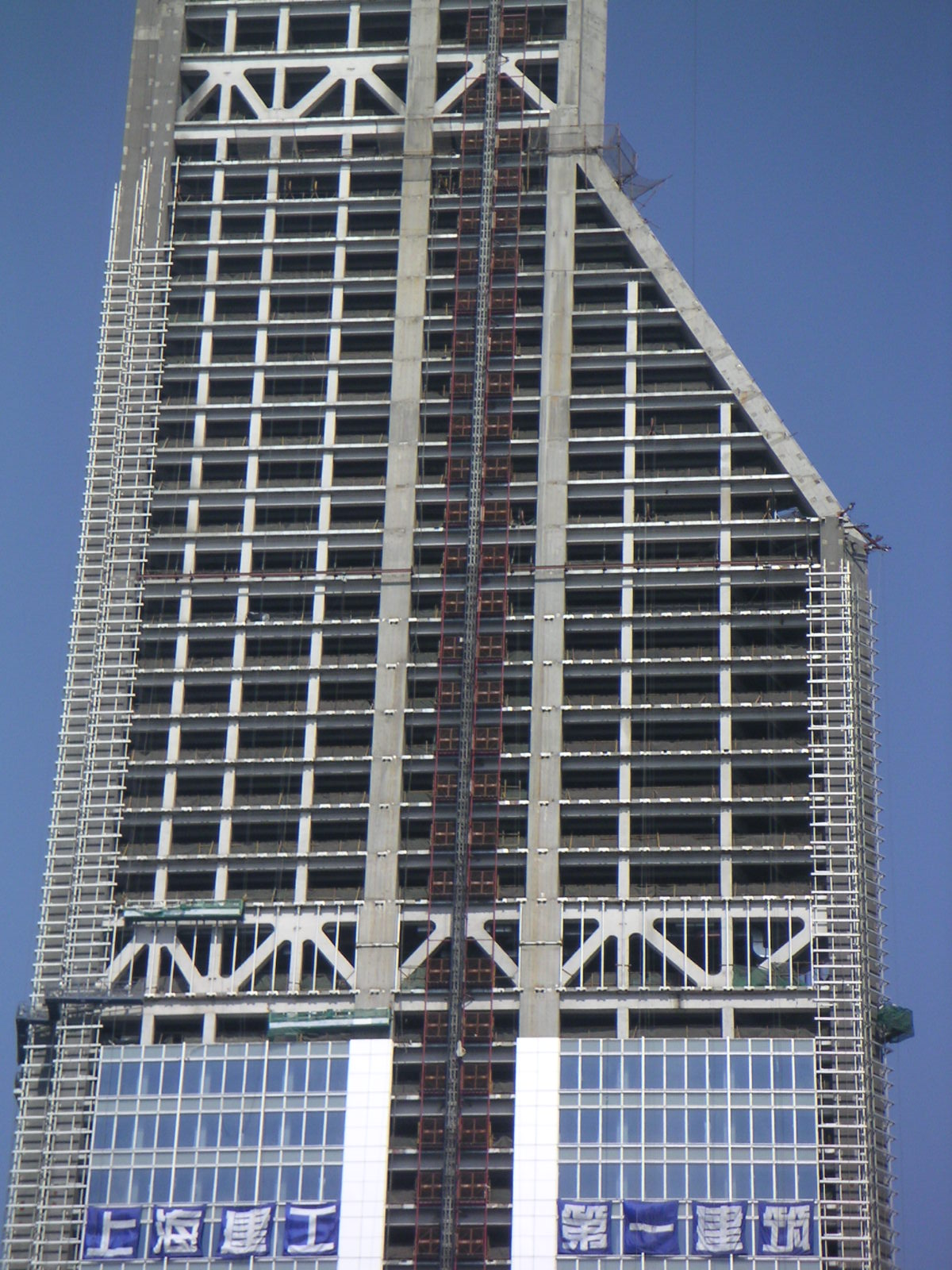
یک ساختمان ۶۰ طبقه در شانگهای که طبقه‌ای از آن برای تأسیسات اختصاص یافته این طبقه با خرپاهای سه بعدی در تصویر دیده می‌شوند

برخی از آسمان خراش‌ها هستهٔ ساختمانی باریکی دارند که برای جلوگیری از فروپاشی نیاز به پایاسازی دارند. معمولاً این کار با اتصال هسته به ستون‌های ویژهٔ خارجی با استفاده از خر پاهای پایه در فواصل منظم انجام می‌گیرد. شکل مثلثی پایه‌ها برای زندگی و اقامت مناسب نیستند، از همین رو معمولاً طبقه‌های مکانیکی را، در گروه‌های دوتایی در آنجا قرار می‌دهند. عناصر تثبیت‌کننده اضافی چون میراگر نیز بخاطر فضا، و سرویس دهی به آن‌ها به طبقهٔ مکانیکی نیاز دارند.
این طرح معمولاً در ناحیه بندی داخلی آسانسور بازتاب دارد. از آنجا که تقریباً تمام آسانسورها به اتاق ماشین که بالاتر از آخرین طبقه ایست که آن‌ها خدمات ارائه می‌دهند نیاز دارند، طبقه‌های مکانیکی اغلب برای تقسیم شفت‌هایی که بالای همدیگر انباشته شده‌اند برای صرفه جویی در فضا استفاده می‌شوند. سطح انتقال یا skylobby طبقهٔ میانی که در آن مردم آسانسورهای اکسپرس را که فقط در این طبقه توقف دارند عوض می‌کنند و سوار آسانسور محلی شوند که در هر طبقه‌ای در هر قسمت از ساختمان توقف دارد گاهی درست در زیر آن طبقه‌ها قرار می‌گیرد.
آسانسورهایی که به بالاترین طبقهٔ دارای سکنه می‌رسند، همچنین به اتاق‌های سربار ماشین نیاز دارند، آن‌ها گاهی تمام فضای طبقه‌های مکانیکی را می‌گیرند اما در بعضی ساختمان‌ها هم در پنت هوس مکانیکی قرار می‌گیرند، که می‌تواند شامل تجهیزات ارتباطی و تجهیزات شستشوی پنجره نیز باشد. در بسیاری از طرح‌های ساخت و ساز، یک جعبه ساده بر روی سقف است، در برخی ساختمان‌های دیگر آن را در داخل یک منار مخروطی تزئینی پنهان می‌کنند. نتیجه این است که اگر بالاترین طبقه‌های مکانیکی را در شمارش کلی بیاوریم، با این طراحی چیزی به عنوان دفتر بالاترین طبقه واقعی در آسمان خراش وجود ندارد.

## نگرانی مکانیکی
علاوه بر پشتیبانی ساختاری و مدیریت آسانسور، هدف اصلی طبقهٔ مکانیکی گرمایش، تهویه، تهویه مطبوع، و دیگر خدمات است. ژنراتور برق، دستگاه‌های چیلر، پمپ‌های آب، و غیره در آن جای دارند.
به‌طور خاصی در طراحی آسمان خراش‌ها مشکل آوردن و نگه داشتن آب در طبقه‌های فوقانی یک محدودیت مهم است. آب برای استفادهٔ مستاجرها، تهویهٔ مطبوع، تجهیزات خنک‌کننده، و ملزومات اولیهٔ آتش‌نشانی از طریق آب پاش به‌طور بخصوصی مهم می‌شود، چون تجهیزات آتش‌نشانی زمینی معمولاً نمی‌تواند به طبقهٔ صدم یا بالاتر برسند لازم است. پمپاژ آب به‌طور مستقیم به ارتفاع چندصد متر ناکارآمد، و به ندرت امکان‌پذیر است، بنابراین از پمپ‌های میانی و مخازن آب استفاده می‌شود. پمپ‌ها در هر گروه از طبقه‌های مکانیکی، به عنوان یک ایستگاه تقویت به گروه بعدی عمل می‌کنند تا، در حالی که مخازن، آب را برای استفادهٔ عادی و اضطراری نگه می‌دارند. معمولاً پمپ‌ها دارای قدرت کافی برای فرستادن آب به یک سطح بالاتر هستند، و در صورتی که پمپی که یک سطح بالاتر است در کارش با شکست مواجه شد، آب را به دو سطح بالاتر می‌فرستد.
در طبقه مکانیکی مراقبت‌های ویژه‌ای نسبت به ایمنی آتش در نظر گرفته شده که شامل ژنراتور، کمپرسور و اتاق‌های ماشین آسانسور می‌شود، به این خاطر که نفت به عنوان هم سوخت و هم روان‌کننده در آن عناصر بکار می‌رود.
طبقه مکانیک نیز حاوی سیستم‌های ارتباطی و کنترل است که ساختمان را سرویس دهی می‌کند و گاهی ارتباطات را از راه‌های مختلفی از جمله از طریق آنتن پشت بام‌های بزرگ که از لحاظ فیزیکی در مکانی داخل سطوح مکانیکی طبقهٔ بالا قرار دارند خارج می‌کند.
سیستم‌های کنترل HVAC مدرن کامپیوتری، مشکل توزیع تجهیزات را در میان طبقه‌ها، با فعال کردن کنترل از راه دور مرکزی به حداقل می‌رسانند.

## نگرانی زیبایی‌شناسی
مکانیکی‌ترین طبقه‌های مکانیکی که در پیرامون خود برای تهویه و دفع حرارت به دریچه‌های خارجی یا تعبیه هواکش نیاز دارند، مانع استفاده از پنجرهٔ شیشه‌ای می‌شود. در نتیجه نوارهای تیرهٔ قابل مشاهده می‌توانند طراحی نمای ساختمان را به هم بزنند، به خصوص اگر به‌طور کامل پنجره‌های شیشه‌ای داشته باشد. سبک‌های مختلف معماری از طریق روش‌های مختلفی با این چالش روبرو می‌شوند.
در سبک‌های مدرن و بین‌المللی در دهه‌های ۱۹۶۰ و ۱۹۷۰ که در آن شکل به دنبال کاربرد بود، حضور دریچه مطلوب نبود. طراح به جای آن، با تقسیم منظم ساختمان به بلوک‌های برابر، و طراحی آینه وار آسانسورها و دفاتر در داخل، بر طرح کاربردی ساختمان تأکید دارد. این سبک به وضوح در برج‌های دوقلو مرکز تجارت جهانی و برج ویلیس قابل مشاهده است. در برج IDS در مینیاپولیس، پایینی‌ترین طبقه مکانیکی، به عنوان یک جداکنندهٔ دیداری سطح خیابانی و هوایی مرکز خرید کریستال کورت و برج اداری در بالا عمل می‌کند؛ طبقه مکانیکی بالاتر از طبقه‌های ۵۰ و ۵۱، بالاترین طبقه‌های اشغال شده به عنوان یک تاج بر روی ساختمان عمل می‌کند.
در مقابل، طراحان اخیر آسمان خراش‌های پست مدرن در تلاش برای پنهان کردن منافذ و دیگر عناصر مکانیکی از راه‌هایی هوشمندانه و مبتکرانه هستند. این‌گونه ایده‌ها در زاویه‌های پیچیده دیوار برج‌های پتروناس، ساختمان پیچیده مشبک باروکش فلزی ساختمان جین مائو، یا بخش‌های غیر شیشه‌ای که به نظر زینتی می‌رسند تایپه ۱۰۱، سقف ساختمان جین مائو دیده می‌شوند.

## نمونه
این‌ها نمونه طراحی‌هایی از بلندترین ساختمان‌های جهان هستند که در آن‌ها طبقهٔ مکانیکی بالاتر از سطح زمین قرار دارد. در هر مورد، پنتهوس‌های مکانیکی و مناره‌ها در شمارش طبقه‌ها می‌آیند، که باعث می‌شود تعداد کل طبقات بیش از حد زیاد شود.
- تایپه ۱۰۱ طبقه‌های ۷–۸، ۱۷–۱۸، ۲۵–۲۶، ۳۴، ۴۲، ۵۰، ۵۸، ۶۶، ۷۴، ۸۲، ۸۷، ۹۰، ۹۲ به ۱۰۰ در پنت هاوس [[کل ۱۰۲/۱۷، یا ۱۷٪ شمارش رسمی ۱۱ مربوط به تعداد گروه‌های بخش اداری. طبقه۹۲-۱۰۰ شامل تجهیزات ارتباطی و غیره معمولاً به عنوان طبقه‌های مکانیکی شمارش نمی‌شوند چون به خود ساختمان سرویس نمی‌دهند.
- مرکز تجارت جهانی 1 WTC: طبقه‌های ۲، ۳، 3M، ۴، 4M، ۵، 5M، ۶، 6M، ۹۱، 91M، ۹۲، 92M، ۹۳، 93M، 102M، ۱۰۳، ۱۰۴، 104M.
- (مرکز تجارت جهانی قدیمی) یا برج‌های دوقلو: کف ۷–۸، ۴۱–۴۲، ۷۵–۷۶، و ۱۰۸–۱۰۹ در مجموع ۱۱۰/۸، ۷٪. طبقه ۱۱۰، از مجموع 1 WTC برج شمالی تجهیزات تلویزیون و فرستنده‌های رادیویی را در خود جای داده‌است. برخی منابع بخاطر ارتفاع دریچه در واقع سقف‌های آن طبقات ارتفاع بیشتری داشت و به این دلیل که سطح‌های ۴۴ و 78 skylobbies بودند، که در بسیاری از ساختمان‌های به‌طور مستقیم در بالای طبقه مکانیکی قرار دارند در گروه ۳ به اشتباه ۱۲ طبقه ذکر کرده‌اند. با این حال برج‌های دوقلو یک طبقه مربوط به دفتر تحت هر skylobby، داشتند که دسترسی به آن‌ها از طریق پله برقی امکان‌پذیر بود.
- برج ویلیس: قبلاً برج سیرز سطوح ۲۹–۳۲، ۶۴–۶۵، ۸۸–۸۹، ۱۰۴–۱۰۸، ۱۰۹ پنت هاوس، و ۱۱۰ سقف پنت هاوس - کل ۱۵/۱*۱۰، ۱۳٪.
- برجهای پتروناس: طبقه‌های ۲–۷، ۳۸–۴۰، ۴۳، ۸۴، ۸۷–۸۸ در مجموع ۱۳/۸۸، ۱۵٪) نیویورک تایمز، مجلهٔ آسانسور جهان]]
- ساختمان جین مائو طبقه‌های ۵۱–۵۲ و ۸۹–۹۳ در پنت هاوس کل ۷/۹۳، ۷٫۵٪میکس
- برج خلیفه: طبقه‌های ۱۷–۱۸، ۴۰–۴۲، ۷۳–۷۵، ۱۰۹–۱۱۱، ۱۳۶–۱۳۸، ۱۵۵، و ۱۶۰–۱۶۸، در پنت هاوس، کل ۲۵/۱۶۸، ۱۵٪
- مرکز جان هانکوک: طبقه‌های ۱۶–۱۷، ۴۲–۴۳، ۵۶، ۷۲، ۷۷–۷۹، ۸۵، ۹۱، ۹۹–۱۰۰ پنت هاوس - کل ۱۳/۱۰۰، ۱۳٪
- ساختمان امپایر استیت: طبقه‌های ۸۷–۱۰۱ - کل ۱۵/۱۰۲، ۱۴٪
- مرکز بازرگانی بین‌المللی: طبقه‌های ۶–۷، ۱۷–۱۸، ۲۴–۲۵، ۳۴، ۴۳، ۵۲، ۶۱، ۷۰، ۷۹، ۸۸، ۹۷، ۱۰۴، و ۱۱۴ در مجموع ۱۷/۱۱۸، ۱۴٪